# Myotis goudoti
Myotis goudoti är en fladdermusart som först beskrevs av Andrew Smith 1834.  Myotis goudoti ingår i släktet Myotis och familjen läderlappar. Inga underarter finns listade i Catalogue of Life. Artepitet i det vetenskapliga namnet hedrar den franska djursamlaren Jules Prosper Goudot som överlämnade flera föremål till Frankrikes naturhistoriska museum.

## Utseende
Arten är med en absolut kroppslängd (med svans) av 90 till 100 mm, med 37 till 40 mm långa underarmar och med en vikt av 5 till 6 g en av släktets mindre medlemmar. Typisk är mjuk och tät päls som har en mörkbrun till rödbrun färg på ovansidan. Undersidan bär ljusare gråbrun päls och örats tragus är lite längre än halva örat. Andra kännetecken för huvudet är en avplattad panna, en kort nos och avrundade öron.

## Utbredning
Denna fladdermus förekommer på nästan hela Madagaskar. Arten jagar vanligen i skogar eller kring andra ställen med hög växtlighet men den kan flyga en längre sträcka över öppna landskap. Individerna vilar i grottor och bergssprickor. Myotis goudoti vistas oftast i låglandet och i kulliga regioner upp till 800 meter över havet. Ibland besöks högplatå och bergstrakter upp till 1600 meter över havet.

## Ekologi
I gömstället bildas vanligen små flockar och ibland kolonier med upp till 1000 medlemmar. Även blandade grupper med fladdermöss av släktet Miniopterus är kända. Arten börjar jakten tidig under skymningen. Den flyger ofta längs vattendrag och besöker landskap med träd. Bytet utgörs främst av skalbaggar, nattfjärilar och andra fjärilar. Dessutom äts myror, termiter, nätvingar och spindlar. Fladdermusen jagas själv av fladdermusvråk.

## Hot
Kanske påverkas några populationer av skogsröjningar. Uppskattningsvis är hela populationen stor. IUCN kategoriserar arten globalt som livskraftig.